# Jacek Wszoła

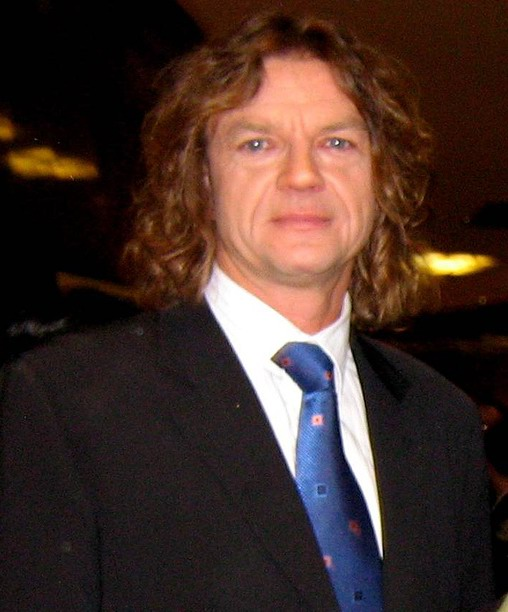
Jacek Wszoła (2007)

Jacek Roman Wszoła (* 30. Dezember 1956 in Warschau) ist ein ehemaliger polnischer Hochspringer und Olympiasieger.
Mit 17 Jahren trat Wszoła bei den Europameisterschaften 1974 in Rom an. Mit 2,19 m sprang er als Fünfter gleich hoch wie der drittplatzierte Vladimír Malý aus der ČSSR.
Im Vorfeld der Olympischen Spiele 1976 in Montréal galt der US-amerikanische Weltrekordhalter Dwight Stones, der im Juni den Weltrekord auf 2,31 m gesteigert hatte, als klarer Favorit. Doch Stones schied im olympischen Finale am 31. Juli mit 2,21 m aus und erhielt nur Bronze, Zweiter wurde der Kanadier Greg Joy mit 2,23 m, und Wszoła sprang als einziger über 2,25 m und gewann damit Gold.
Bei den Halleneuropameisterschaften 1977 in San Sebastián gewann der Flopspringer Wszoła mit 2,25 m vor dem Straddlespringer Rolf Beilschmidt aus der DDR mit 2,22 m. Ein Jahr später bei den Halleneuropameisterschaften 1978 in Mailand gewann der neue Star Wladimir Jaschtschenko aus der Sowjetunion mit 2,35 m vor Rolf Beilschmidt. Wszoła wurde mit 2,21 m Siebter. Bei den Europameisterschaften in Prag gewann Jaschtschenko mit 2,30 m, Wszoła wurde mit 2,21 m Sechster.
Bei den Halleneuropameisterschaften 1980 in Sindelfingen gewann der junge Dietmar Mögenburg aus der BRD mit 2,31 m vor Wszoła und dem Rumänen Adrian Proteasa mit je 2,29 m. Am 25. Mai 1980 sprang Wszoła beim Internationalen Hochsprung-Meeting in Eberstadt mit 2,35 m Weltrekord vor Mögenburg, der auf 2,29 m kam. Tags darauf sprang Mögenburg in Rehlingen ebenfalls 2,35 m. Nachdem Mögenburg und die anderen westdeutschen Springer genau wie die US-Amerikaner wegen des Olympiaboykotts bei den Olympischen Spielen in Moskau fehlten, galt der Weltrekordler Wszoła als Favorit. Mit 2,31 m gewann er aber nur die Silbermedaille hinter Gerd Wessig aus der DDR, der ihm mit 2,36 m sogar den Weltrekord abnahm.
Wszoła sprang auch noch in den 1980er Jahren. Seine letzte internationale Endkampfplatzierung war Platz 11 mit 2,20 m bei den Halleneuropameisterschaften 1987 in Liévin. An die großen Höhen von 1980 kam er aber nicht mehr heran.
Insgesamt elf polnische Meistertitel gewann Wszoła: 1974 bis 1980, 1982, 1984, 1985 und 1988.
Jacek Wszoła ist 1,95 m groß und wog in seiner aktiven Zeit 75 kg.